# Kjaksar
Hvakšatra ali Kjaksar (tudi Siaksar), medijski kralj, vladal od 625 pr. n. št. do 584 pr. n. št.
Kjaksar je preoblikoval in posodobil medijsko vojsko. Leta 625 pr. n. št. je zavrnil iransko nomadsko ljudstvo Skitov. 
Povezal se je z babilonskim kraljem Nabopolasarjem. S skupnimi močmi sta uničila Asirski imperij, leta 614 pr. n. št. razrušila nekdanjo asirsko prestolnico Ašur in leta 612 pr. n. št. zavzela glavno mesto Ninive. Asirski veliki kralj Sinsariškun ni hotel zapustiti palače in je zgorel z njo vred.
Po tej zmagi so Medijci osvojili severno Mezopotamijo, Armenijo in nekaj pomembnih področij Male Azije, še posebej Lidijo.
Kjaksar je 28. maja 585 pr. n. št. po šestdnevni bitki za reko Halis proti lidijskemu kralju Aliatu II., ko je nastopil Sončev mrk, in kar je po Herodotu sovpadalo s Talesovo napovedjo, sklenil premirje. Pokrajina ob Halisu je postala mejna pokrajina med obema kraljestvoma.

## Sklica
1. ↑  https://www.britannica.com/biography/Cyaxares
2. ↑  Gershevitch, Ilya (1984). The Cambridge history of Iran: The Median and Achaemenian periods.

| Kjaksar Medijska dinastijaRojen: ni znano Umrl: 584 pr. n. št. |              |                   |
| Predhodnik: Fraort                                             | Kralj Medije | Naslednik: Astjag |